# شهرستان وسخووا
شهرستان وسخووا (به لهستانی: Powiat Wschowa) یک شهرستان در لهستان است که در استان لوبوسکی واقع شده‌است. شهرستان وسخووا ۶۲۴٫۸۲ کیلومتر مربع مساحت و ۳۸٬۹۵۸ نفر جمعیت دارد.